# Anna Rakel Pétursdóttir
Anna Rakel Pétursdóttir (* 24. August 1998) ist eine isländische Fußballspielerin, die 2020 für IK Uppsala Fotboll in der Damallsvenskan spielte und 2018 erstmals in  der isländischen Fußballnationalmannschaft der Frauen eingesetzt wurde.

## Karriere

### Verein
Anna Rakel spielte am 18. Mai 2014, knapp drei Monate vor ihrem 16. Geburtstag, erstmals für die Spielgemeinschaft Þór/KA in einem Ligaspiel, wobei sie 12 Minuten vor dem Spielende eingewechselt wurde. Es blieb nicht ihr einziger Einsatz in der Saison 2014, denn insgesamt brachte sie es auf elf Ligaspiele, in denen sie dreimal in der Startelf stand und zwei Tore erzielte. In der Saison 2015 kam sie in 16 Saisonspielen zum Einsatz, erzielte aber ein Tor weniger.  In den nächsten drei Jahren brachte sie es immer auf die maximal mögliche Anzahl von 18 Ligaspielen und konnte 2017 den Meistertitel und 2018 den isländischen Superpokal gewinnen. Als Meister von 2017 konnte Þór/KA an der Qualifikation zur UEFA Women’s Champions League 2018/19 teilnehmen. Bei einem Turnier in Nordirland blieben sie ohne Gegentor und wurden mit zwei Siegen sowie einem Remis gegen Ajax Amsterdam Gruppenzweite hinter Ajax und waren als zweitbeste Gruppenzweite für das Sechzehntelfinale qualifiziert. Hier hielten sie sich gegen den deutschen Meister VfL Wolfsburg gut und verloren nur mit 0:2 und 0:1. Anna Rakel kam in allen fünf Spielen zum Einsatz.
Zur Saison 2019 wechselte sie nach Schweden, um für Linköpings FC in der Damallsvenskan zu spielen. Hier kam sie in 18 von 22 Saisonspielen zum Einsatz, wechselte aber nach einem Jahr zum Aufsteiger IK Uppsala Fotboll, wo sie einen Einjahresvertrag erhielt. Auch hier war sie wieder Stammspielerin, konnte den sofortigen Abstieg aber auch nicht verhindern. Danach kehrte sie nach Island zurück und spielt nun für Valur Reykjavík. Mit Valur gewann sie ihre zweite Meisterschaft, hatte dabei aber nur zwei Einsätze. 2022 wurde sie dann in allen 18 Ligaspielen eingesetzt und konnte mithelfen den Titel zu verteidigen. In der Qualifikation zur UEFA Women’s Champions League 2022/23 war in der zweiten Runde gegen Slavia Prag Endstation, wobei Valur in vier Qualifikationsspielen nur ein Tor kassierten, das aber entscheidend war.

### Nationalmannschaft
Anna Rakel durchlief ab 2014 die isländischen Juniorinnenmannschaften. Nach neun Spielen mit der U-16-Mannschaft trat sie mit der U-17 im Juni 2015 nach zwei Vorbereitungsspielen bei der U-17-Fußball-Europameisterschaft der Frauen 2017 in ihrer Heimat an, für die die Isländerinnen automatisch qualifiziert war. Sie verloren aber die drei Gruppenspiele gegen Deutschland, England und Spanien. Im September kam sie beim ersten Qualifikationsturnier zur U-19-Fußball-Europameisterschaft der Frauen 2016 in der Schweiz bei den Niederlagen gegen Griechenland und die Gastgeberinnen zum Einsatz. Als Gruppendritte verpassten sie die zweite Runde. Besser lief es ein Jahr später. Zwar verloren sie nach Siegen gegen die Färöer, bei dem sie nicht eingesetzt wurde, und Kasachstan gegen die gastgebenden Finninnen, als Gruppenzweite konnten sie aber an der Eliterunde im Juni 2017 in Deutschland teilnehmen. Hier reichte es aber nur zu einem Remis gegen die Schweiz nach Niederlagen gegen die Gastgeberinnen und Polen. Damit endete ihre Zeit in den U-Mannschaften.
Am 23. Januar 2018 kam sie während eines Trainingslagers in La Manga zu ihrem ersten Einsatz in der A-Nationalmannschaft. Sie stand dabei im Freundschaftsspiel gegen Norwegen gleich in der Startelf. Beim Algarve-Cup 2018 hatte sie drei weitere Einsätze. Danach musste sie aber zehn Monate auf den nächsten Einsatz warten. Wie bei ihrem ersten Einsatz war es ein Freundschaftsspiel während des  Trainingslagers in La Manga – diesmal gegen Schottland. Im April 2019 nahm sie dann mit der Mannschaft an der Asienreise teil, wo sie gegen Südkorea einmal zum Einsatz kam. Zuletzt wurde sie im März 2020 beim Pinatar Cup für die zweite Halbzeit des Spiels gegen die Ukraine eingewechselt.

## Erfolge
- Isländische Meisterin 2017, 2021, 2022, 2023
- Isländische Superpokalsiegerin 2018, 2022, 2025
- Isländische Pokalsiegerin 2022, 2024